# Fábio Paulista
Fábio Francisco Barros da Trindade, também conhecido como Paulista ou Fábio Paulista, (Paulista, 28 de abril de 1988), é um futebolista brasileiro que atua como atacante. Atualmente, joga pelo Íbis.

## Carreira

### Porto
Começou na base do Porto e em 2011 fez uma brilhante campanha onde foi artilheiro do Campeonato Pernambucano de 2011 com 15 gols em 22 jogos.

### Sport
Após brilhar no Campeonato Pernambucano de 2011 foi contratado pelo Sport para a Série B. Na sua estreia pela 2ª rodada, em Campinas fez o gol do rubro negro no empate contra o Guarani.

### Criciúma e ABC
Em 2012, teve rápidas passagens pelos Criciúma e em seguida o ABC. Em ambos times atuou apenas em 2 jogos.

### Santa Cruz
No dia 18 de maio de 2012, foi anunciado como mais novo reforço do Santa Cruz.

### Remo
No dia 16 de dezembro de 2012, foi anunciado como mais novo reforço do clube do Remo.

### River
Após passagem pelo River-PI, o atleta jogou pelo Serra Talhada onde disputou o campeonato pernambucano de 2015.

### Sergipe
Em março de 2016, é anunciado como mais novo reforço do Sergipe para fortalecer o elenco em busca do título estadual que não conquista desde 2013.
Após o Sergipe, jogou pelo Afogados da Ingazeira e São Francisco-PA.

### Goianésia
Em março de 2017, é anunciado como o mais novo reforço do Goianésia.

## Títulos

### Prêmios individuais
- Melhor Atacante do Campeonato Pernambucano: 2011
- Revelação do Campeonato Pernambucano: 2011

### Artilharias
- Campeonato Pernambucano: 2011 (15 gols)